# Институт физики Земли имени О. Ю. Шмидта РАН
Институ́т фи́зики Земли́ им. О. Ю. Шмидта — федеральное государственное научное учреждение Российской академии наук.

## История
13 марта 1928 года создан Сейсмологический институт АН СССР (СИАН). Директором СИАН был избран П. М. Никифоров.
28 января 1937 года создан Институт теоретической геофизики Академии наук СССР(ИТГАН). Директором стал академик О. Ю. Шмидт.
10 января 1946 года Сейсмологический институт АН СССР и Институт теоретической геофизики АН СССР объединены в Геофизический институт Академии наук СССР (ГЕОФИАН). Директором ГЕОФИАН стал академик О. Ю. Шмидт. Он вскоре ушёл с этой должности, и директором ГЕОФИАН был избран Г. А. Гамбурцев.
18 ноября 1955 года Геофизический институт АН СССР реорганизован и на его базе созданы:
- Институт физики Земли Академии наук СССР (ИФЗ)
- Институт физики атмосферы Академии наук СССР (ИФА)
- Институт прикладной геофизики Академии наук СССР (ИПГ)[8]

Директором ИФЗ АН стал М. С. Молоденский, а с 1960 года по 1988 год ИФЗ АН возглавлял академик М. А. Садовский.
14 декабря 1956 года Институту физики Земли АН СССР присвоено имя О. Ю. Шмидта.

### В составе Российской академии наук
- 21 ноября 1991 года Институт физики Земли имени О. Ю. Шмидта включён в состав Российской академии наук[10].
- 20 апреля 1993 года Институт физики Земли имени О. Ю. Шмидта РАН реорганизован в Объединённый институт физики Земли имени О. Ю. Шмидта Российской академии наук (ОИФЗ РАН)[11].
- 17 февраля 1998 года при реорганизации Объединённого института физики Земли имени О. Ю. Шмидта РАН был создан Институт физики Земли РАН с правом юридического лица[12].

В последующем в Объединённый институт физики Земли имени О. Ю. Шмидта РАН были включены с сохранением прав юридического лица:
- Институт физики Земли РАН,
- Геофизическая обсерватория «Борок»,
- Геофизический центр РАН
- Институт геоэлектромагнитных исследований РАН[13]

22 июня 1999 года Институту физики Земли РАН в составе ОИФЗ РАН, присвоено имя Г. А. Гамбурцева.
9 марта 2004 года институт физики Земли имени О. Ю. Шмидта РАН реорганизован с присоединением к нему и прекращением деятельности последних в качестве юридических лиц:
- Института физики Земли имени Г. А. Гамбурцева РАН
- Института геоэлектромагнитных исследований РАН[13]
- Геофизическая обсерватория «Борок»[15]

В 1989—2002 гг. Институт физики Земли имени О. Ю. Шмидта РАН возглавлял академик РАН В. Н. Страхов.

## Структура
1. Отделение: Планетарной геофизики и геодинамики
2. Отделение: Разведочной геофизики и прикладной геодинамики
3. Отделение: Природных, природно-техногенных катастроф и сейсмичности Земли
4. Отделение: Геоэлектромагнитных полей и межгеосферных взаимодействий
5. Отделение: Математической геофизики и геоинформатики
6. Отделение: Гравиинерциальных исследований
7. Отделение: Координационно-прогностический центр ИФЗ РАН